# Polska Wieś (Pobiedziska)
Polska Wieś [ˈpɔlska ˈvjɛɕ] ist ein Dorf der Gemeinde Pobiedziska im Powiat Poznański in der Woiwodschaft Großpolen im westlichen Zentral-Polen mit einem Schulzenamt. Der Ort befindet sich etwa einen Kilometer südöstlich von Pobiedziska und 25 km nordöstlich der Landeshauptstadt Poznań.

## Geschichte
Der Ort gehörte nach der Zweiten Teilung Polens 1793 zum Kreis Schroda und ab 4. Januar 1900 unter dem Namen Forbach zum Kreis Posen-Ost. Das Gemeindelexikon für das Königreich Preußen von 1905 gibt für den Ort 19 bewohnte Häuser auf 377,3 ha Fläche an. Die 117 Bewohner, die sich aus 17 deutschsprechenden Protestanten und 82 polnischsprechenden Katholiken, sowie 18 mit deutscher Muttersprache zusammensetzten, teilten sich auf 19 Mehrpersonenhaushalte auf. Die evangelische Gemeinde gehörte zum Kirchspiel Schwersenz, die katholische zum Kirchspiel Pudewitz. Am 1. Dezember 1910 hatte der Ort 119 Einwohner.
Mit der Besetzung durch Deutschland im Zweiten Weltkrieg wurde der Ort am 26. Oktober 1939 wieder von Polskawies in Forbach umbenannt.
In den Jahren 1975 bis 1998 gehörte der Ort zur Woiwodschaft Posen. Zum Schulzenamt gehören auch die Orte Borówko und Zbierkowo.

## Persönlichkeiten
- Günter Schwartzkopff (* 5. August 1898; † 14. Mai 1940 südlich Le Chesne), deutscher Offizier